# Selbach-Umwelt-Stiftung
Die Selbach-Umwelt-Stiftung will nach eigenen Angaben einen Beitrag leisten zur Erhaltung und Wiederherstellung einer lebenswerten und zukunftsfähigen Natur und Umwelt sowie zu einem friedlichen Miteinander von Mensch und Natur. Sie wurde 2003 von den Geschwistern Karl Heinrich Selbach und Erika Littmann in München gegründet.
Das Kapital der Stiftung stammt aus einem Familienvermögen, das im Bereich der Textilindustrie im Laufe mehrerer Generationen erwirtschaftet wurde. Namensgeber ist der Vater der Stifter Erich Selbach.
Die Stiftung unterstützt Vorhaben Dritter und ist zudem in eigenen Projekten operativ tätig. Zurzeit gibt es vier Arbeitsschwerpunkte:
- Förderung der Natur- und Umweltbildung, insbesondere für Kinder und Jugendliche, sowie des praktischen Naturschutzes.
- Bildungsarbeit für Erwachsene im Themenfeld „nachhaltige Entwicklung“, unter anderem durch regelmäßige Vortragsveranstaltungen („Münchner Forum Nachhaltigkeit“).
- Förderung von ökologisch orientierten Nachwuchswissenschaftler/-innen, unter anderem durch die Vergabe von Forschungspreisen wie dem Kapp-Forschungspreis für Ökologische Ökonomie,[1] dem GAIA Masters Student Paper Award[2] und einem Nachhaltigkeitspreis für wissenschaftliche Arbeiten von Studierenden der Münchner Hochschulen[3]
- Durchführung von Tagungen und Workshops sowie Publikationsförderungen in den genannten Themenfeldern.[4]

## Kuratorium
- Gabi Bott
- Franz-Theo Gottwald
- Markus Vogt
- Katharina Hirschbrunn
- Steffi Kreuzinger